# Akysis portellus
Akysis portellus — вид риб з роду Akysis родини Akysidae ряду сомоподібні.

## Опис
Загальна довжина сягає 3,4 см. Голова широка, дещо сплощена зверху. Морда округла. Статеві відмінності визначити дуже складно. Тулуб трохи витягнутий. Скелет складається з 32—33 хребців. У спинному плавці є 1 колючий і 4—5 м'яких променів. Грудні плавці витягнуті. Черевні плавці маленькі. У самців і самиць статевий сосочок розташовано по-різному. Жировий плавець помірної довжини. Анальний плавець маже такий самий як спинний. Хвостовий плавець сильно розділений, лопаті широкі.
Схожий візерунком на вид Akysis longifilis, але голова темна. Загальний фон помаранчево-жовтий з коричневим малюнком, який не утворює окремої смуги.

## Спосіб життя
Є бентопелагічною рибою. Зустрічається в мілководних річках і струмках на швидкій течії, де рослинність може бути присутньою біля берегів. Віддає перевагу піщано-кам'янистим ґрунтам. Живе групами по кілька десятків особин. Вдень заривається в пісок, рідше відсиджується під камінням. Активна вночі. Живиться донними безхребетними.
Про розмноження відомо, що 1 самиця нереститься з декількома самцями. Ікру відкладають на камені або просто на ґрунт. Інкубаційний період триває 4 доби.

## Розповсюдження
Зустрічається на півдні М'янми — у басейні річки Сіттанг.